# 王玄應
王玄應（？—621年），隋末唐初郑国皇帝王世充的大兒子，开明元年（619年）四月初十，被封为太子，开明二年（620年）七月廿一，被派驻守洛阳东城。先后败于唐军大将罗士信、黄君汉、史万宝、李世勣、李君羡之手。
后王世充投降唐朝，被废为庶人，与兄弟子侄一同流放蜀地，途中王世充与兄王世恽都被仇家独孤修德所杀，其余兄弟子侄也在途中以谋反罪名伏诛。

## 夫人
- 京兆韦氏，隋朝朝散大夫、尚衣奉御、舒懿公韦匡伯长女

## 大唐雙龍傳
王玄應，黃易《大唐雙龍傳》的人物，隋末軍閥王世充的大兒子。是名標準的富家公子、紈絝子弟。個性昏庸無能、爭強好鬥。在當李唐占領王世充的洛陽後，除王玄恕投靠寇仲外，其餘王姓子弟皆投降李唐，但所有王姓子弟皆在送回長安途中遭人暗算身亡。